# Parque Nacional Cabo Le Grand

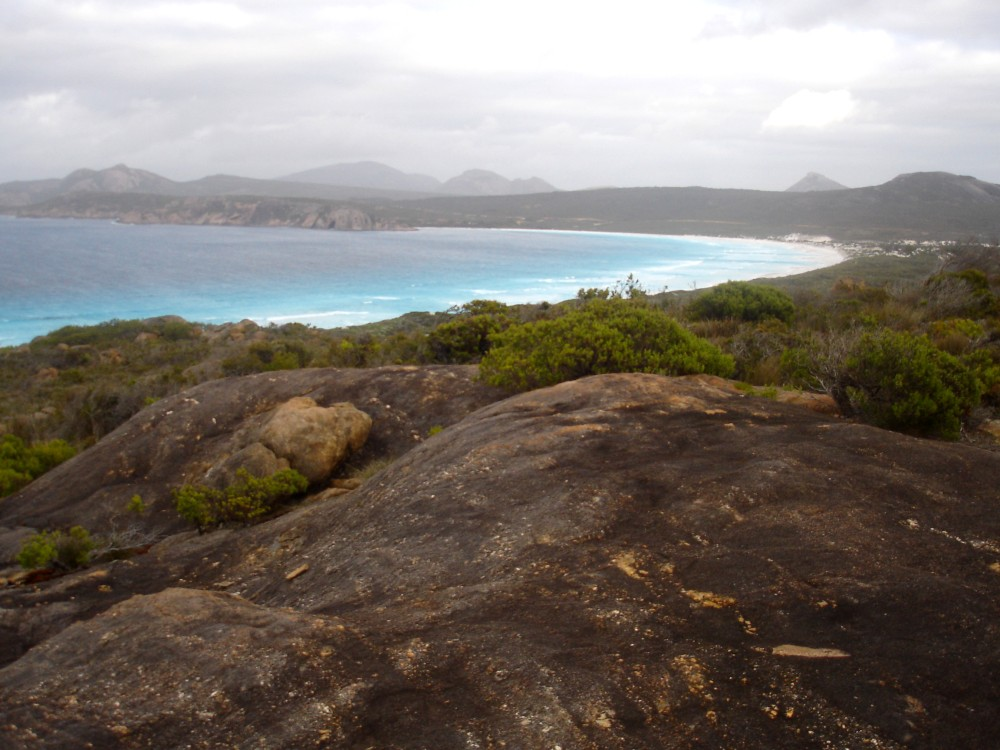
Vista panorâmica da Baía Lucky, uma das praias em Cabo le Grand

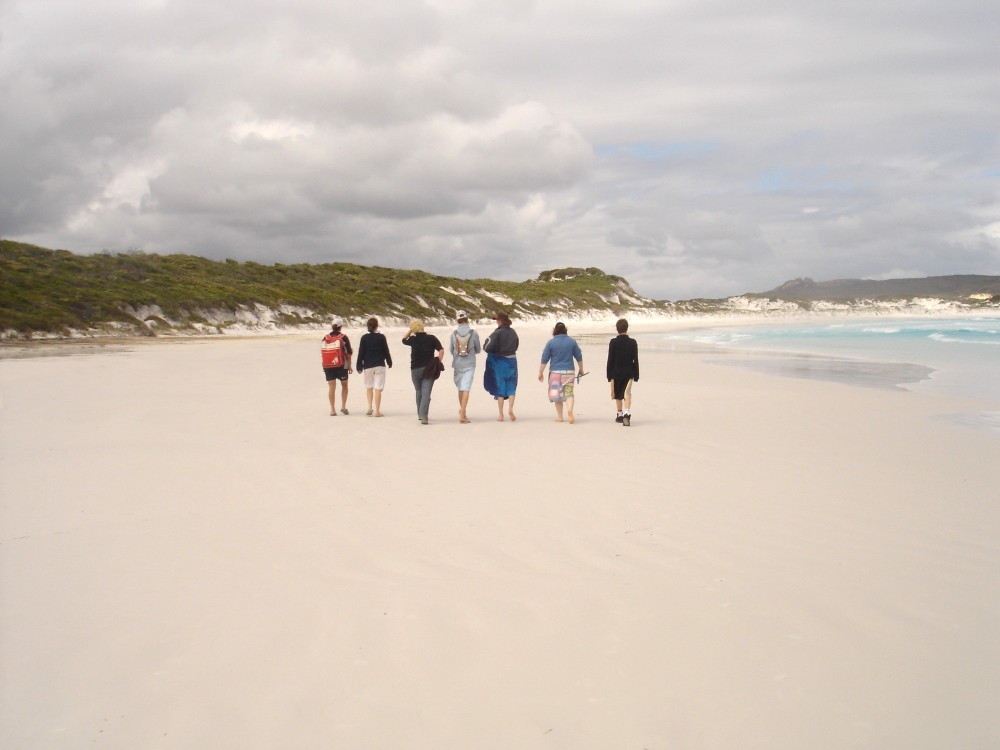
A baía Lucky é um destino turístico popular

Cabo Le Grand é um parque nacional da Austrália Ocidental a 631 km a Sudeste de Perth e a 56 km a Este de Esperance.
A costa formada maioritariamente por granitos, oferece vistas espectaculares sobre as praias pristinas de areia branca. O parque é um local popular para a prática de pesca recreativa, todo-o-terreno e pedestrianismo.
Existem várias praias na área do parque, incluindo a Baía Lucky, a Baía Rossiter, a Baía Hellfire, Praia Le Grand e Thistle Cove.
A área sudoeste do parque é dominada por afloramentos rochosos maciços de gneiss e granito. Estes formam uma distinta cadeia de picos, em que se incluem o Monte Le Grand (345m), Pico Frenchman (262m) e Colina Mississipi (180m). Mais para o interior, o parque é composto, na sua maioria, por planícies arenosas cobertas por urze, espaçadas por pântanos e poços de água doce. As planícies arenosas suportam ainda densos matagais de banksias (Banksia speciosa e Banksia pulchella) 

## Características
- Área: 318 km²
- Data de criação: 1966
- Autoridades responsáveis: Departamento de Ambiente e Conservação da Austrália
- Categoria IUCN: II